# Glaesoconis nearctica
Glaesoconis nearctica is een insect uit de familie van de dwerggaasvliegen (Coniopterygidae), die tot de orde netvleugeligen (Neuroptera) behoort. 
De wetenschappelijke naam Glaesoconis nearctica is voor het eerst geldig gepubliceerd door Grimaldi in 2000.